# .sx
.sx é o domínio de nível superior de código de país (ccTLD) no Sistema de Nomes de Domínio da Internet para Sint Maarten .
Sint Maarten tornou-se um país autônomo dentro do Reino dos Países Baixos em 10 de outubro de 2010. Em 15 de dezembro de 2010, a Agência de Manutenção ISO 3166 alocou SX como o código ISO-3166-1 alfa-2 para Sint Maarten. 
O domínio sx de nível superior é gerenciado pela SX Registry SA, contratando operações técnicas para OpenRegistry.com com centros no Canadá e no Luxemburgo. Os registradores de domínios sx devem ser credenciados pelo registro.
Após uma inicial período de carência para reivindicar marca registrada nomes e períodos de registo de prioridade local, e atribuições Landrush  o registro abriu inscrições gerais de disponibilidade ao público em 15 de novembro de 2012.  A presença local não é exigido de nome de domínio inscritos .

## Fases de registro
- Período de avô para proteger Sint Maarten titulares de nomes de domínio AN terminou 02 de maio de 2012.
- O período Sunrise para proteger os detentores de marcas registradas foi realizado de 3 de maio a 4 de julho de 2012.
- Local Sint Maarten períodos de prioridade corporativa e pessoal foram de 5 de julho a 4 de setembro de 2012.
- Landrush período foi de 5 de setembro a 4 de outubro de 2012.
- Período geral de disponibilidade durante o qual qualquer pessoa pode registrar um nome de domínio SX iniciado em 15 de novembro de 2012

## Usos notáveis
- Em 30 de abril de 2013, The Pirate Bay mudou para um domínio .sx.
- Livetv.sx (anteriormente livetv.ru)